# Travian
Travian je strategická webová hra, ve které hráči rozvíjejí svoje vesnice, obchodují a bojují. Hra pochází z Německa a v druhé polovině nultých let 21. století se stala velmi populární i v Česku. Hra byla spuštěna v roce 2004, česká verze pak roku 2006.

## Herní princip
Koncept hry se podobá hře Divoké kmeny, která také pochází z Německa. Mezi oběma hrami jsou však i rozdíly – v Divokých kmenech např. nejsou národy a vesnice se nedají zakládat.
Prostředí hry je zasazené do pozdní antiky. Hráč může hrát za jeden ze tří národů: Římané, Germáni a Galové. Každý národ má své výhody a nevýhody. Římané mohou stavět pole a budovu současně, ale mají nejdražší jednotky. Germáni mají nejlevnější jednotky, vhodné pro agresivní hráče, kteří mají s hrou již zkušenosti a mohou vykrást i část úkrytu. Galové mohou vyrábět pasti na nepřátelské vojáky, mají větší kapacitu úkrytů, nejrychlejší jednotky a jsou lepší v obraně. Hráčům, co hrají Travian poprvé, je doporučovan národ Galové. Volba národa ale nijak neomezuje obchod či boj s jinými národy. Hráči mohou vytvářet „aliance“ a v jejich rámci uzavírat spojenectví či vyhlašovat války. Ve svých vlastních vesnicích hráči staví budovy a vylepšují pole, doly a lesy tak, aby zvýšili produkci surovin. V příslušných budovách (kasárny, stáje a dílny) také mohou stavět vojenské jednotky. S nimi pak mohou útočit na jiné vesnice či oázy, a získávat tak další suroviny, ničit nepřátelským hráčům vojsko i vesnice nebo cizí vesnice a neobsazená pole přímo zabírat.
Každý hráč má na počátku hry jednu vesnici, která se nachází na dvourozměrné čtverečkované mapě o velikosti 641 601 čtverců. Každé políčko je vyjádřeno dvěma souřadnicemi x|y od 400 do −400, každá vesnice nebo oáza představuje jeden čtverec. Populace vesnice vyjadřuje její velikost. Hráč může postupně zakládat či dobývat další vesnice. Na útočení či obchodování s jinými vesnicemi mají vliv vzdálenost mezi nimi na mapě a rychlost daných jednotek. Různé čtverce na mapě také mohou nabízet různé množství surovinových polí.
Hra je přístupná bezplatně. Hráči si však mohou koupit herní peníze označované jako „zlatky“ nebo „zlaté“, za které získají různé výhody. Tyto lze získat také bezplatně za splnění „Bonifácových úkolů“, nebo provést výměnu s další měnou „stříbrné“. Za „zlatky“ je možné např. zvýšit produkci surovin či ve starší verzi hry přidat bonusy k obraně a k útoku. Dále za ně lze koupit také balíček „Travian Plus“ v hodnotě 10 zlatek, který obsahuje časově omezené vylepšení uživatelského rozhraní. Hráči si také mohou pořídit členství v „Bonifácově klubu“ za 100 zlatek na normálních serverech anebo za 50 na speed serverech, a tím získat další balíček výhod až do konce hry.

## Vzhled a ovládání hry
Hra se spouští a ovládá pomocí běžného webového prohlížeče. Pro uživatele se jedná o čisté HTML a CSS grafiku, s několika vylepšeními pomocí JavaScriptu.
Základní obrazovka zobrazuje okolí vesnice se zdroji surovin (lesy, pole, hliněné a železné doly). Kliknutím na jednotlivé prvky lze koupit vylepšení příslušného zdroje na vyšší úroveň. Také se zde zobrazuje přehled celkové produkce surovin a vojenských jednotek sídlících ve vesnici.
Další obrazovkou je detail vesnice zobrazující stavby ve vesnici a nezastavěné parcely. Kliknutím na nezastavěné pole lze zvolit, jaká stavba zde má být vybudována. Kliknutím na stavbu se pak zobrazí nabídka činností podle typu stavby (např. v kasárnách lze nakupovat vojáky, v akademii zkoumat nové typy jednotek, na shromaždišti lze vysílat vojáky do jiných vesnic, na tržišti obchodovat suroviny s ostatními hráči atd.) a možnost zakoupit vylepšení stavby.
Poslední herní obrazovkou je mapka, která zobrazuje malý výřez herní mapy. Výřezem lze pohybovat a prohlížet si tak rozložení vesnic v libovolné části mapy. Kliknutím na vesnici se zobrazí základní informace o příslušné vesnici (ve tvaru podobném základní obrazovce, pouze bez podrobností) a je možné do vesnice vyslat vojsko či obchodníky se surovinami.
Dále hra nabízí jednoduché statistiky: pořadí hráčů podle počtu obyvatel v jimi spravovaných vesnicích, pořadí vesnic podle velikosti, pořadí aliancí podle počtu obyvatel ve všech vesnicích aliance, žebříček nejlépe útočících a bránících hráčů a celkové statistiky hry. Hráči spolu také mohou komunikovat pomocí textových zpráv a na aliančním fóru.

## Realizace
Hru vyvíjí a provozuje společnost Travian Games GmbH se sídlem v německém Hammelburgu. Zástupce společnosti Bernd Heinish pro Lupa.cz uvedl, že hra vznikla původně jako studentský projekt bez obchodního modelu. Později podle jeho slov vznikla společnost, která získává finance na provoz a vývoj hry z reklamy, ale zejména z prodeje doplňkových vylepšení.
Hra je naprogramována v PHP s využitím databáze MySQL a je provozována na mnoha serverech. Tyto servery jsou navzájem nezávislé, na každém běží oddělený herní svět. Některé servery jsou označeny jako speed a hra na nich běží zrychleně (časy potřebné k výstavbě budov, výzkumům a tvorbě jednotek jsou třikrát kratší, přesuny jednotek jsou dvakrát rychlejší). Na několika serverech běží hybridní verze spojující Travian 2.5 a 3.2, označovaná jako classic (ve hře nefiguruje hrdina, který dává bonusy armádě a může anektovat oázy, a nejsou galské pasti). V květnu 2009 byla na českých serverech zprovozněna verze 3.5.

## Rozšíření
V září 2007 popsal Adam Javůrek v Respektu „mánii desetitisíců Čechů a Slováků trávících hodiny času nad nakažlivou on-line hrou“. Uvedl, že jde o „mimořádně časově náročnou“ hru, řazenou mezi tzv. „pasivní“ hry. Ty probíhají v reálném čase a úspěšné hraní vyžaduje častou kontrolu v průběhu dne. Jakub Čížek v září 2010 na Živě.cz označil Travian za synonymum webové hry, vedle hry Quake Live.
K lednu 2008 bylo na sedmnácti českých serverech přes 275 000 aktivních uživatelských účtů, v srpnu pak necelých 120 000, ke konci roku 2008 už jen 110 000 aktivních účtů. Na začátku roku 2009 bylo 93 000 aktivních účtů, počátkem února 2013 již jen 25 000 aktivních účtů a v první polovině roku 2015 pouze 12 000 aktivních účtů.

## První servery
Na první servery Travianu se v začátcích registrovalo přes 30 000 hráčů, z nichž většina byla aktivní po celou dobu hry. Spousta hráčů z cz1 po startu v pořadí druhého serveru (cz2) na tento server přesídlila, a tak se z pořadí druhého serveru Travianu stal doposud nejhranější server. Po celou dobu hry proti sobě stály aliance (GMU, Pařmeni a SoE), CoN, Fénix, Spawn (fi.muni.cz) a uskupení VICTORY (VANDALS, Unicorn a Atlantis), které po většinu roku soupeřili o moc a snažili se přesvědčit ostatní aliance, aby se přidali k jedné ze stran, a tak vznikly první sesterské aliance v Travianu. Co do počtu sesterských (dceřiných) aliancí vedli GMU, s příchodem Divu světa se však aliance Pařmeni a SoE spojily do jedné. Stavby Divu světa se ujmul za aliance Pařmeni a SoE hráč pavlik007 (společně s hráčem Mirec) podporováni aliancí GMU, která stavěla i vlastní Div. Zpočátku ve stavbě Divu vedla aliance CoN, ale postupem času se do vedení dostávala aliance © (GMU, Pařmeni a SoE), která i přes to, že v žebříčku nepatřila mezi nejsilnější prokázala, že její hráči dokáží nejlépe spolupracovat.

## Novinky
V roce 2017 byla na zkoušku ve výročním speciálu Travian: Fire and Sand vypuštěna na scénu dlouho očekávaná rozšíření o nové národy. Dlouhou dobu se diskutovalo o tom, které národy by do hry mohly být přidány, přičemž na výběru se mohli podílet i samotní hráči, kteří formou anket s nabízenými národy (u jednotlivých národů byly vypsány i předpokládané vlastnosti, ke kterým se mohli hráči „libovolně“ vyjádřit) mohli konečný výběr ovlivnit. Nakonec byly vybrány dva národy. Prvním novým národem se stali útoční Hunové, jejichž největší předností je rychlost a síla útoku, ale disponují slabší obranou. Druhým národem jsou Egypťané, jejichž jednotky jsou sice slabší v útoku, ale nízké náklady na výcvik a obranný bonus získaný z odolné kamenné zdi z nich dělá solidní obránce. Za oba tyto nové národy nelze hrát na běžných serverech (Travian: Legends), k dispozici jsou ve speciálních verzích Travianu: Path to Pandora.

## Path to Pandora
Speciální verze Travianu vycházející z výročního speciálu Travian: Fire and Sand. Poprvé byla spuštěna v roce 2018. Hra se odehrává na mapě starověké Evropy (401 x 401 políček). Během hry je hlavním úkolem Aliance zisk nejvyššího počtu vítězných bodů, které aliance získávají dobýváním jednotlivých regionů. Ve hře je 87 regionů a každý region poskytuje alianci s minimálně 50% populačním zastoupením bonus za artefakt nacházející se v dané oblasti, přičemž k využití bonusu je nutné postavit pokladnici. Hra umožňuje slučování jednotek ve vesnicích. Dále pak při dobytí nepřátelské vesnice zůstává národ dobyté vesnice nezměněn, dobyvatel získává možnost verbovat jednotky a využívat bonusy národa, který si podrobil. Vesnice se stává protektorátem, veškeré nově postavené budovy jsou i nadále v architektuře daného národa, a ve vesnici nelze postavit speciální budovy národa, který vesnici dobyl. Veškeré nové vesnice vybudované osadníky z dobyté vesnice jsou stejného národa. Dále se mění systém spojenectví.

## Codex Victoria
Speciální verze z roku 2019, klasické servery této verze začaly na podzim 2019, 2x verze potom na jaře 2020. Vychází z Path to Pandora, resp. Fire & Sand, jedná se tedy o verzi s 5 národy, systémem s vítěznými body a regiony, přeposíláním a slučováním jednotek (to bylo ve zrychlené verzi po stížnostech na „pay-to-win“ užívání částečně omezeno, slučování za zlaté je možno jen do 50 zlatých/den na vesnici) a se zachováním národu při přebrání vesnice. 
Hlavní rozdíl oproti PtP spočívá v tzv. „pokročilém začátku“ – místo klasické vesnice jen s hlavní budovou a hrdinou, začíná hráč s vesnicí se všemi surovinovými poli na úrovni 5 a s možností okamžitě založit dvě další vesnice (které však nesmí být multicrop), které také mají všechna surovinová pole na úrovni 5. Tato změna způsobuje, že postup pro nejrychlejší založení multicrop vesnice je radikálně odlišný od předchozích verzí Travianu. 
S Codex Victora přišla také nová budova, a to nemocnice, která umožňuje hráčům za dvojnásobnou cenu „obnovit“ zemřelé jednotky. Budova je určená převážně pro ofenzivní hráče.
Přibylo několik menších změn – hrdina ukládá suroviny z úkolů a dobrodružství do svého inventáře a po postupu na nový level se mu automaticky obnoví zdraví. 